# Kari Wahlgren
Kari K. Wahlgren (Hoisington, 13 luglio 1977) è una doppiatrice statunitense.

## Carriera
Si occupa del doppiaggio in lingua inglese di cartoni animati e videogiochi.

## Doppiaggio

### Anime

#### Come Kari Wahlgren
- Blood+ - Saya Otonashi, Diva
- Hellsing Ultimate - Rip Van Winkle
- Gekijōban Cardcaptor Sakura: Fūin sareta card - Sakura Kinomoto
- DanDaDan - Seiko
- Digimon Data Squad - Relena
- Eureka Seven - Anemone
- FLCL - Haruko Haruhara
- Immortal Grand Prix - Michiru Satomi, Luca
- Last Exile - Lavie Head
- Lucky Star - Kagami Hiiragi
- Mars Daybreak - Rosetta
- La malinconia di Haruhi Suzumiya - Tsuruya, sorella di Kyon
- Metal Gear Solid 2: Digital Graphic Novel - Rosemary
- Naruto - Mikoto Uchiha, Tayuya, Young Kimimaro
- Naruto the Movie: Ninja Clash in the Land of Snow - Koyuki Kazehana/Yukie Fujikaze
- Rave Master - Remi
- Robotech: The Shadow Chronicles - Ariel
- Samurai Champloo - Fuu Kasumi
- Scrapped Princess - Pacifica Casull
- Steamboy - Scarlett O'Hara
- Tenchi Muyo! OVA 3 - Noike Kamiki Jurai, Airi Masaki, Misaki Jurai, Mitoto Kuramitsu, Minaho Masaki
- Witch Hunter Robin - Robin Sena
- Wolf's Rain - Cher Degre
- Zatch Bell! - voce aggiunta
- Resident Evil: Vendetta (Biohazard: Vendetta), regia di Takanori Tsujimoto (2017)

#### Come Kay Jensen
- Ai Yori Aoshi and Ai Yori Aoshi Enishi - Chika Minazuki
- Angel Tales - Momo the Monkey
- Chobits - Yumi Ueda, Kotoko
- Figure 17 - Tsubasa Shiina
- Gatekeepers 21 - Miu Manazuru
- Gungrave - Mika Asagi
- Heat Guy J - Kyoko Milchan; Princess (Ep 14)
- Marmalade Boy - Anju Kitahara
- Someday's Dreamers - Yume Kikuchi

#### Come Jennifer Jean
- Gad Guard - Arashi Shinozuka
- Immortal Grand Prix (microseries only) - Liz Ricarro, Luca
- Mobile Suit Gundam F91 - Annamarie Bourget

#### Altri nomi
- Lunar Legend Tsukihime - Kohaku (come Lean Allen)
- Please Twins! (Onegai Twins) - Miina Miyafuji (come Jan Irving)
- Tenchi muyō! GXP - Airi Masaki, Sasami Masaki Jurai, Karen, Yoshiko Yamada, Mitoto Kuramitsu, Minaho Masaki, Mrs. Kaunaq, Mashisu Kuramitsu (come Renee Emerson)

### Videogiochi
- .hack//G.U. vol. 1//Rebirth - Shino, Kaede
- .hack//G.U. vol. 2//Reminisce - Shino, Kaede
- .hack//G.U. vol. 3//Redemption - Shino, Kaede
- ATV Offroad Fury 4 - Voice over and Motion Capture talent
- Bloodstained: Ritual of the Night - Gremory
- Buffy the Vampire Slayer: Chaos Bleeds - Willow Rosenberg
- Cyberpunk 2077 - Evelyn Parker
- Dead or Alive Xtreme 2 - Kasumi, Niki
- Devil May Cry 3 - Lady (Mary) (voice segments only)
- Dirge of Cerberus: Final Fantasy VII - Shelke Rui
- Drakengard - Furiae
- Fatal Frame II: Crimson Butterfly - Mio Amakura
- Final Fantasy XII - Ashe
- Final Fantasy Tactics: The War of the Lions - Ovelia Atkascha
- Final Fantasy XV - Aranea Highwind
- From Russia with Love - Tatiana Romanova
- Grandia III - Hect
- Guild Wars Nightfall - Tahlkora, Additional Voices
- Guild Wars: Eye of the North - Gwen, Additional Voices
- Haunted Apiary - Janissary James
- Jeanne d'Arc - Jeanne d'Arc
- Justice League Heroes - Zatanna
- Kid Icarus Uprising - Brillania
- Lupin the 3rd: Treasure of the Sorcerer King - Teresa Faust (come Kay Jenson)
- Metal Gear Solid: Portable Ops - Teliko Friedman
- Metal Gear Solid 4: Guns of the Patriots - Enemy Soldiers
- Mortal Kombat 11 - Kitana, Mileena
- Ninja Gaiden 2 - Sonia
- No More Heroes - Jeane
- Project Sylpheed - Ellen Bernstein
- Rogue Galaxy - Lilika
- Samurai Champloo: Sidetracked - Fuu Kasumi (come Kay Jensen)
- Skylanders: Spyro's Adventure - Altre voci
- Soulcalibur III - Setsuka
- Shadow Hearts: Covenant - Karin Koenig (come Jennifer Jean)
- Spider-Man 3 - Mary-Jane Watson
- Star Wars Episode III: Revenge of the Sith - Serra Keto
- Tales of Symphonia - Raine Sage (come Kari Whalgren)
- Tokobot Plus: Mysteries of the Karakuri - Ruby, Arias
- Vanquish - Elena Ivanova
- Xenosaga Episode I: Der Wille zur Macht - Febronia, Pellegri
- Xenosaga Episode II: Jenseits von Gut und Böse - 100-Series Realian, Febronia, Pellegri
- Xenosaga Episode III: Also sprach Zarathustra - Febronia, Pellegri, 100-Series Realian
- Yakuza - Altre voci

### Serie animate
- L'era glaciale - I racconti di Scrat (Ice Age: Scrat Tales)
- Devil May Cry - Echidna

## Filmografia

### Cinema
- Qualcuno salvi il Natale (The Christmas Chronicles), regia di Clay Kaytis (2018)
- Qualcuno salvi il Natale 2 (The Christmas Chronicles 2), regia di Chris Columbus (2020)

## Doppiatrici italiane
Nelle versioni in italiano delle opere in cui ha recitato, Kari Wahlgren è stata doppiata da:
- Angela Brusa in Criminal Minds

Da doppiatrice, è stata sostituita da:
- Jolanda Granato in Mortal Kombat 11, Mortal Kombat 1
- Cinzia Massironi in Spider-Man 3
- Lucy Matera in Singularity
- Alessandra Felletti in Vanquish
- Ilaria Latini in A casa dei Loud
- Francesca Zavaglia in Supergirl
- Eleonora Reti in Cyberpunk 2077
- Livia Amatucci in Luck
- Chiara Francese in Gotham Knights
- Alessandra Korompay in T.O.T.S - Trasporto Organizzato Teneri Supercuccioli
- Giulia Greco in What If...?